# Relient K

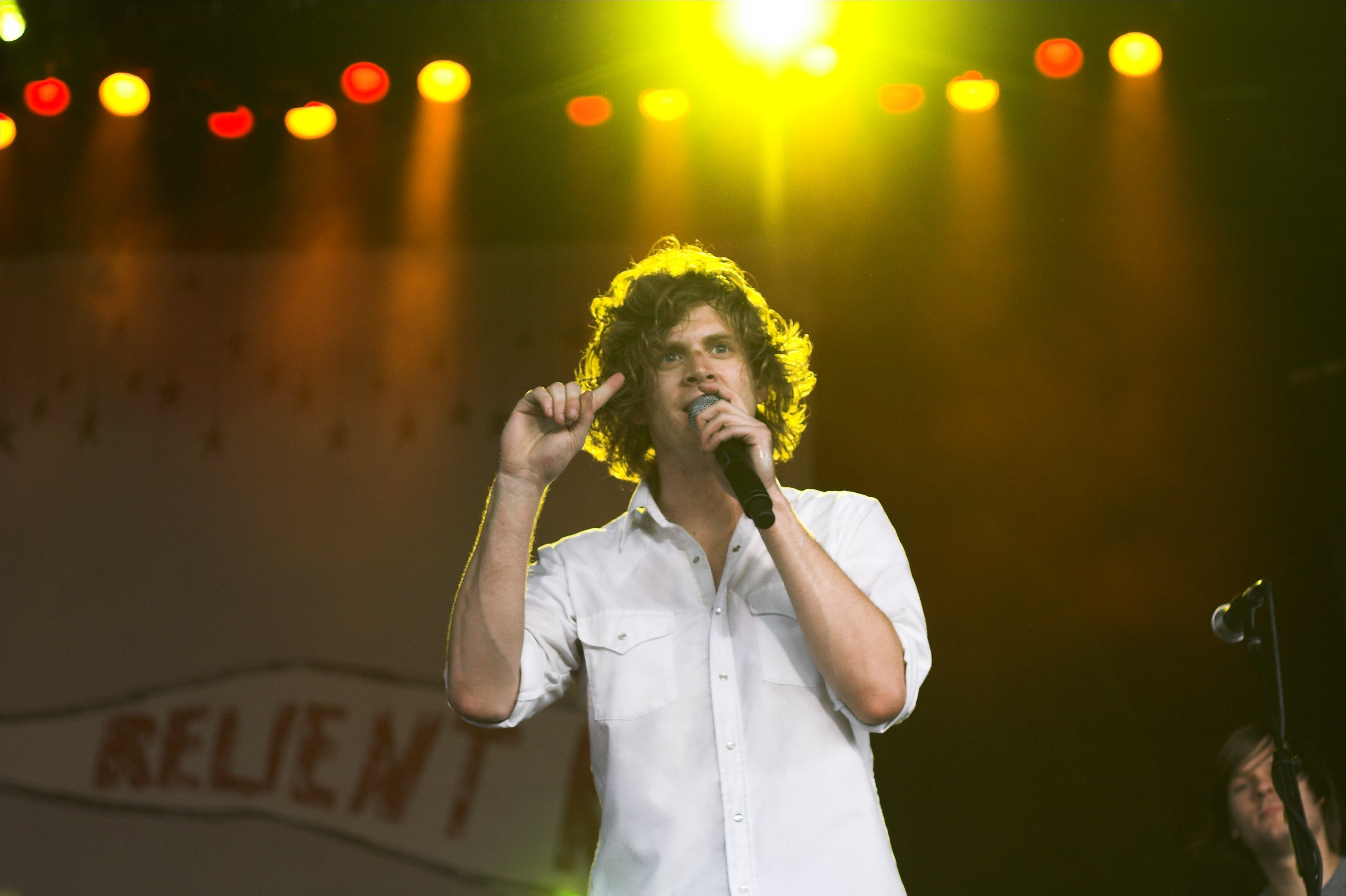
Matt Thiessen uppträder med Reliant K i Vaughan, Ontario, Canada 2009.

Relient K är ett punkrockband från USA som fick sitt stora genombrott med skivan "Mmhmm" (2004), men var redan innan dess ett stort namn på den kristna musikscenen. De spelar glad och melodisk pop/rock-liknande punk. Bandet är kristet och visar ibland detta i sina texter.

## Historia
Relient K bildades år 1998 i Canton, Ohio. Bandet är uppkallat efter gitarristen Matt Hoopes bil, en Plymouth Reliant K. Från början bestod bandet av Matt Thiessen och Matt Hoopes på gitarr och Brian Pittman på bas. Senare (samma år som bandet bildades) var Todd Frescone med ett tag som trummis i bandet, men efter All Work and No Play så ersattes han av Stephen Cushman. Stephen stannade kvar i bandet till år 2000 då han lämnade det och trummisen från Bleach, Jared Byers, fick ersätta honom tillfälligt. I december år 2000 fick bandet dock en ny trummis, vid namn Dave Douglas. Bandet behöll sedan samma medlemmar till år 2004, så Brian Pittman lämnade för att starta ett företag. Numera spelar Pittman bas i det kristna metalbandet Inhale Exhale. Ace Troubleshooters ledsångare och gitarrist John Warne fyllde platsen som basist för resten av 2004. Han blev basist för bandet på riktigt 2005, samma år som Jon Schneck blev den tredje gitarristen i Relient K. Han spelade även andra instrument, såsom banjo, för att få ett mer "distinkt sound". 2008 släppte de en julskiva, Let It Snow Baby, Let It Rain Deer. 2009 kom albumet Forget And Not Slow Down.

## Medlemmar
Nuvarande medlemmar
- Matt Thiessen – ledsång, rytmgitarr, piano (1998–)
- Matt Hoopes – sologitarr, bakgrundssång (1998–)

Turnerande medlemmar
- Dave Douglas – trummor, bakgrundssång (2000–2007 officiell medlem, 2014–)
- Tom Breyfogle – basgitarr, bakgrundssång (2014–), trummor (2013–2014)
- Josh Sudduth – rytmgitarr, bakgrundssång (2014–)
- Jake Germany – keyboard, bakgrundssång (2017–)

Tidigare  medlemmar
- Brian Pittman – basgitarr (1998–2004)
- Todd Frescone – trummor (1998)
- Stephen Cushman – trummor, bakgrundssång (1998–2000)
- Jared Byers – trummor (2000)
- Ethan Luck – trummor, sång (2007–2013)
- John Warne – basgitarr, bakgrundssång (2004–2013)
- Jon Schneck – gitarr, banjo, slagverk, keyboard, bakgrundssång
- Brett Schoneman – trummor (2000)

Tidigare turnerande medlemmar
- Justin York – gitarr (2010–2011)
- Dan Gartley – basgitarr (2013)
- Jeremy Gifford – basgitarr (2013)
- Zac Farro – trummor (2013)

## Diskografi
Studioalbum
- Relient K (2000)
- The Anatomy of the Tongue in Cheek (2001)
- Two Lefts Don't Make a Right...but Three Do (2003)
- Mmhmm (2004)
- Five Score and Seven Years Ago (2007)
- Let It Snow Baby, Let It Rain Deer (2007)
- Forget And Not Slow Down (2009)
- K Is for Karaoke (2011)
- Collapsible Lung (2013)

EP
- 2000 A.D.D. (2000)
- The Creepy EP (2001)
- Employee of the Month EP (2002)
- The Vinyl Countdown (2003)
- Apathetic EP (2005)
- K Is for Karaoke EP (2011)
- K Is for Karaoke EP Pt. 2 (2011)

Singlar
- "My Girlfriend" (2000)
- "Pressing On" (2001)
- "The Pirates Who Don't Do Anything" (2002)
- "Chap Stick, Chapped Lips, and Things Like Chemistry" (2003)
- "Be My Escape" (2005)
- "The Truth" (2005)
- "Who I Am Hates Who I've Been" (2005)
- "High of 75" (2006)
- "I So Hate Consequences" (2006)
- "Life After Death and Taxes (Failure II)" (2006)
- "Must Have Done Something Right" (2006)
- "Forgiven" (2006)
- "Give Until There's Nothing Left" (2007)
- "I Need You" (2007)
- "The Best Thing" (2007)
- "Devastation and Reform" (2008)
- "Forget and Not Slow Down" (2009)

Annat
- Relient K Piano Tribute (2008) (hyllningsalbum med Piano Tribute Players)